# Roeşti
Roeşti es una comuna ubicada en el distrito Vâlcea, Rumania.

## Superficie
Posee una superficie de 28,78 kilómetros cuadrados.

## Demografía
Hasta 2021 la población era de 1942 habitantes, con una densidad de población de 67,48 habitantes por kilómetro cuadrado.